# Bogdan Mitache
Bogdan Mitache (sinh ngày 1 tháng 1 năm 1994) là một cầu thủ bóng đá người România thi đấu ở vị trí hậu vệ cho Voluntari.